# Bursa BBSK
Bursa BBSK var en volleybollklubb från Bursa, Turkiet Klubben grundades 1980. De debuterade i Sultanlar Ligi (högsta serien) säsongen 2012-2013. De blev då femma, en placering som skulle upprepas de följande åren. Genom sin placering kvalificerade sig laget för spel i CEV Cup och efter att ha blivit utslaget ur CEV Cup spel i den lägre rankade CEV Challenge Cup. I CEV Challenge Cup nådde de stora framgångar med två segrar, en finalplats och en semifinalplats. Klubben lades ner 2018 och Aydın BBSK tog över klubbens serieplats